# Кубань (футбольный клуб, 2018)
«Кубань» — российский профессиональный футбольный клуб из Краснодара, основанный 4 июня 2018 года под названием «Урожай».

## Названия
- С 4 июня 2018 года по 24 июля 2020 года — «Урожай»
- С 24 июля 2020 года — «Кубань»

## История

### Создание клуба
ООО «Футбольный клуб „Урожай“» официально зарегистрировано 4 июня 2018 года. Первоначально клуб планировали назвать «Екатеринодаром», но в итоге, «в последний момент, в силу определённых обстоятельств», он стал «Урожаем», при этом с 5 по 14 июня того же года на местном портале «Юга.ру» проводился опрос по поводу названия команды, по результатам которого вариант «Урожай» занял последнее место.
22 июня 2018 года ФК «Урожай» получил лицензию на право участия в первенстве ПФЛ сезона 2018/19. 26 июня стало известно, что команду возглавит Владимир Газзаев, а генеральным директором станет Алексей Зинин, занимавший ранее должность спортивного директора в клубе «Краснодар». 27 июня появилась информация, что в тренерский штаб Газзаева войдут Николай Латыш и Владимир Шевчук. 29 июня было сообщено, что на должность спортивного директора «Урожая» назначен Николай Хлыстунов, некогда работавший в клубе «Кубань», а с декабря 2017 года трудившийся селекционером в ФК «Краснодар». 2 июля 2018 года появилась информация, что команда сменит название на ФК «Юг», а 7 июля стало известно, что новообразованный клуб может получить имя «Нефтяники Кубани». Возможное переименование клуба вызвало неоднозначную реакцию общественности, с критикой подобного развития ситуации выступил, в частности, популярный в местных соцсетях активист и противник «режима» Дмитрий Безрученко. Параллельно появились данные, что владельцем ФК стал бельгийский бизнесмен Мишель Литвак, к структурам которого АО ОТЭКО и ЗАО «Таманьнефтегаз» отошли доли в ООО в 90 и 10 % соответственно.
14 июля 2018 года прошла информация, что «Урожай», не имевший на тот момент на контракте ни одного футболиста и тренера, и не сумевший подтвердить гарантии участия в турнире ПФЛ, может лишиться финансирования со стороны Литвака, а контроль над деятельностью клуба, как стало известно 17 июля, может вернуться к представителям администрации края, при этом главным тренером команды, вместо Владимира Газзаева, будет назначен Евгений Калешин, ранее работавший в клубе «Кубань». Вместе с тем, 16 июля распространилась информация, что новообразованная команда может вообще не принять участия в первенстве ПФЛ из-за возникшего между чиновниками администрации региона и Мишелем Литваком непонимания. 18-19 июля стало известно, что генеральный директор Алексей Зинин, а также главный тренер Владимир Газзаев, его помощники и группа приглашённых им футболистов покинули расположение ФК «Урожай», который, по данным СМИ, вместо турнира ПФЛ будет выступать в чемпионате края под руководством Калешина, при этом команда будет сформирована на базе воспитанников «Кубани» 2000 года рождения и любительского клуба ПСК из села Первореченского. Вечером 19 июля информация о снятии «Урожая» с первенства была опровергнута президентом ПФЛ Андреем Соколовым. Параллельно подтвердились сообщения о переходе контроля над клубом к обанкротившим «Кубань» региональным чиновникам и назначении Евгения Калешина главным тренером команды.

### Сезон 2018/19
21 июля 2018 года ФК «Урожай» провёл первый официальный матч в своей истории в рамках 1/256 финала Кубка России сезона 2018/2019, в котором уступил со счётом 0:2 любительскому клубу «Кубань Холдинг» из станицы Павловской. При этом утром в день проведения встречи в команде насчитывалось только 9 игроков (2 из которых были вратарями), ввиду чего, чтобы принять участие в поединке в полном составе, за «Урожай» в срочном порядке были дозаявлены трое игроков юношеской сборной Краснодарского края. 25 июля того же года команда дебютировала в первенстве ПФЛ, одержав победу со счётом 3:1 над «Академией» из города Ростов-на-Дону.
20 августа 2018 года учредителями ФК «Урожай» официально стали ООО «Оптима Юг» и «Ростагро», к которым отошли доли клуба в 70 и 30 % соответственно. 25 января 2019 года по итогам заседания Палаты РФС по разрешению споров на ФК «Урожай» был наложен запрет на регистрацию новых футболистов, ввиду финансовых задолженностей перед рядом игроков команды. По итогам первого в своей истории сезона команда заняла 2-е место в группе «Юг» первенства ПФЛ. 7 июня 2019 года генеральному директору ФК «Урожай» Дмитрию Градиленко решением КДК РФС было запрещено в течение одного года осуществлять любую связанную с футболом деятельность «за оказание воздействия на официальное лицо клуба с целью влияния на результат матча». 18 июня того же года на клуб был наложен очередной запрет на регистрацию новых игроков.

### Сезон 2019/20
16 июля 2019 года ФК «Урожай» стартовал в новом сезоне ПФЛ с поражения со счётом 0:2 в Астрахани от местного «Волгаря». При этом за несколько дней до этого, 12 июля того же года, решением Палаты РФС по разрешению споров на клуб был наложен ещё один запрет на регистрацию новых футболистов. 20 июля аналогично неудачно команда стартовала и в 1/256 финала нового сезона Кубка России, уступив на своём поле со счётом 1:3 майкопской «Дружбе». Таким образом, ФК «Урожай» во второй раз подряд выбыл из национального Кубка на самой ранней стадии.
23 марта 2020 года стало известно, что РФС проводит проверку состоявшегося 13 марта того же года домашнего поединка краснодарского клуба против черкесского «Интера» на предмет договорного характера, подозрения в котором вызвали странные голы, ставки и падение коэффициентов.

### Сезон 2020/21
24 июля 2020 года исполком РФС принял решение разрешить ООО «Футбольный клуб „Урожай“» изменить наименование на ООО «Профессиональный футбольный клуб „Кубань“» без возникновения у такого клуба спортивного или иного правопреемства с НАО «Футбольный клуб „Кубань“» в связи с истечением 24-месячного срока с момента утраты последним профессионального статуса по причинам, не связанным со спортивным результатом. 27 июля данное решение РФС официально прокомментировал сам клуб, подчеркнув, в частности:

… Дабы предотвратить какие-либо спекуляции, мы обращаем внимание наших «заклятых друзей» и всех недовольных этим решением, что Исполком РФС правомерно подтвердил отсутствие спортивного или иного правопреемства с НАО «Футбольный клуб „Кубань“», ликвидированным футбольным клубом, который не имел и не имеет никакого отношения к нашему Клубу.— Официальное заявление клуба
9 августа 2020 года под новым названием «Кубань» клуб провёл первый матч в первенстве ПФЛ 2020/21.
23 августа на внеочередном собрании общественной организации болельщиков ФК «Кубань» 81,43 % проголосовавших не признали ПФК «Кубань» преемником клуба.

### С 2021 года
16 мая 2024 года «Кубань» проиграла московскому «Торпедо» со счётом 1:0 и выбыла в дивизион «А» Второй лиги.
22 августа 2024 «Кубань» выбыла из Кубка России (путь регионов), проиграв 0:5 во 2-м раунде клубу «Кубань Холдинг» из станицы Павловской. По словам главного тренера команды Роберта Евдокимова, из-за проблем с транспортной логистикой на матч не смог добраться основной состав, и поэтому на поле вышли воспитанники 2008 года рождения. В воротах играл 14-летний Роман Сафонов, ставший самым молодым игроком Кубка России в истории.

## Фарм-клуб
В 2019 году команда «Урожай-2» выступала в Высшей лиге чемпионата Краснодарского края, домашние матчи проводила на стадионе ЗАО имени Т. Г. Шевченко на хуторе Шевченко Тбилисского района, находящемся в 125 километрах от Краснодара.
В сезонах-2021/2022 и 2022/2023 негласным ближайшим резервом ПФК «Кубань» считалась команда Спортивной школы по футболу Краснодарского края (с 2023 года — Спортивной школы олимпийского резерва «Академия футбола «Кубань»»), выступавшей в Юношескую футбольную лигу (ЮФЛ), а затем пробившейся в Молодёжную футбольную лигу (МФЛ). По итогам сезона-2022/2023 «Академия Кубань» под руководством Мурата Гомлешко заняла третье место в группе II, куда попали команды, не боровшиеся за медали, и набрали 32 очка в 18 матчах.
Летом 2021 года на базе клуба был создан Центр подготовки юных футболистов «Кубань» (ЦПЮФ «Кубань»). 16 ноября 2023 года спортшколе ПФК «Кубань» был присвоен статус регионального центра Российского футбольного союза, который позволяет принимать РЦПФ принимать участие в соревнованиях под эгидой ЮФЛ и РФС.

## Визитная карточка

### Цвета клуба
| Жёлтый         | Белый | Чёрный |
| С 2020 по 2021 |       |        |

| Золотистый     | Зелёный |
| С 2021 по 2023 |         |

| Жёлтый | Зелёный |
| С 2023 |         |

Официальные цвета клуба с лета 2023 года — жёлтый и зелёный. Ранее — жёлтый, белый и чёрный (2020—2021); золотистый и зелёный (2021—2023).

### Эмблемы
- История эмблемы клуба
- 2018—2020
- 2020—2021
- 2021—2023
- 2023—н. в.

## Статистика выступлений

### Первенство
| Сезон   | Турнир           | Место   | И  | В  | Н  | П  | М     | О  | Лучшие бомбардиры    |
| ------- | ---------------- | ------- | -- | -- | -- | -- | ----- | -- | -------------------- |
| 2018/19 | ПФЛ, группа «Юг» | 2 / 15  | 28 | 20 | 7  | 1  | 47-19 | 67 | Амур Калмыков (17)   |
| 2019/20 | ПФЛ, группа «Юг» | 11 / 16 | 19 | 5  | 5  | 9  | 22-37 | 20 | Тимур Мелекесцев (8) |
| 2020/21 | ПФЛ, группа 1    | 1 / 17  | 32 | 26 | 2  | 4  | 88-22 | 80 | Алексей Шульгин (15) |
| 2021/22 | Первый дивизион  | 12 / 20 | 38 | 13 | 10 | 15 | 45-48 | 49 | Максим Лаук (8)      |
| 2022/23 | Первая лига      | 14 / 18 | 34 | 9  | 10 | 15 | 36-41 | 37 | Нури Абдоков (11)    |
| 2023/24 | Первая лига      | 18 / 18 | 34 | 5  | 8  | 21 | 20-53 | 23 | Гаррик Левин (4)     |

Всего:
| Турниров | Игр | Побед | Ничьих | Поражений | Разница мячей |
| -------- | --- | ----- | ------ | --------- | ------------- |
| 6        | 185 | 78    | 42     | 65        | 238-167       |

### Кубок
| Сезон   | Раунд | И | В | Н | П | М   |
| ------- | ----- | - | - | - | - | --- |
| 2018/19 | 1/256 | 1 | 0 | 0 | 1 | 0-2 |
| 2019/20 | 1/256 | 1 | 0 | 0 | 1 | 1-3 |
| 2020/21 | 1/128 | 2 | 1 | 0 | 1 | 3-4 |
| 2021/22 | 1/8   | 4 | 1 | 1 | 2 | 5-8 |
| 2022/23 | 1/8   | 3 | 0 | 2 | 1 | 1-2 |
| 2023/24 | 4-й   | 1 | 0 | 1 | 0 | 1-1 |
| 2024/25 | 2-й   | 0 | 0 | 0 | 1 | 0-5 |

Всего:
| Турниров | Игр | Побед | Ничьих | Поражений | Разница мячей |
| -------- | --- | ----- | ------ | --------- | ------------- |
| 7        | 13  | 2     | 4      | 7         | 11-25         |

## Клубные рекорды
Самая крупная победа:
- 7:0 — над «Интер» Черкесск в 2021 году

Самое крупное поражение:
- 0:6 — от «Акрон» Тольятти в 2024 году

## Достижения
ПФЛ (зона «Юг» / Группа 1)
- Победитель: 2020/2021
- Серебряный призёр: 2018/2019

## Стадион
Домашние матчи клуб проводит на стадионе «Кубань», расположенном в Краснодаре на ул. Железнодорожной, 49. Арена построена в 1960 году, вместительность составляет 31 798 зрителей.

## Руководство
| Должность                               | Имя                |
| --------------------------------------- | ------------------ |
| Генеральный директор                    | Александр Апальков |
| Зам. ген. директора по спортивной части | Николай Хлыстунов  |
| Советник ген. директора                 | Александр Плошник  |
| Зам. ген. директора по безопасности     | Вацлав Ежов        |

## Тренерский штаб
| Должность       | Имя            |
| --------------- | -------------- |
| Главный тренер  | Андрей Ещенко  |
| Старший тренер  | Аслан Гоплачев |
| Тренер вратарей | Андрей Синицын |

## Текущий состав
| 1  | Флаг России   | Вр  | Юрий Нестеренко (капитан) | 1991 |  |  |  |  |  |
| 24 | Флаг России   | Вр  | Дмитрий Терновский        | 1994 |  |  |  |  |  |
|    |               |     |                           |      |  |  |  |  |  |
| 3  | Флаг Беларуси | Защ | Дмитрий Бессмертный       | 1997 |  |  |  |  |  |
| 18 | Флаг России   | Защ | Аркадий Солоп             | 2003 |  |  |  |  |  |
| 19 | Флаг России   | Защ | Евгений Осипов            | 1986 |  |  |  |  |  |
| 37 | Флаг России   | Защ | Максим Веденеев           | 2004 |  |  |  |  |  |
| 87 | Флаг России   | Защ | Игорь Безденежных         | 1996 |  |  |  |  |  |
| 88 | Флаг России   | Защ | Дмитрий Яшин              | 1993 |  |  |  |  |  |
| 96 | Флаг России   | Защ | Александр Смирнов         | 1996 |  |  |  |  |  |
|    |               |     |                           |      |  |  |  |  |  |
| 7  | Флаг России   | ПЗ  | Альберт Шарипов           | 1993 |  |  |  |  |  |
| 8  | Флаг России   | ПЗ  | Георгий Махатадзе         | 1998 |  |  |  |  |  |

| 9  | Флаг России   | ПЗ  | Богдан Рейхмен | 2002 |  |  |  |  |  |
| 21 | Флаг России   | ПЗ  | Егор Шалимов   | 2006 |  |  |  |  |  |
| 22 | Флаг России   | ПЗ  | Алексей Шляков | 2000 |  |  |  |  |  |
| 23 | Флаг России   | ПЗ  | Олег Суворов   | 2006 |  |  |  |  |  |
| 27 | Флаг Беларуси | ПЗ  | Сергей Волков  | 1999 |  |  |  |  |  |
| 81 | Флаг Беларуси | ПЗ  | Родион Печура  | 2004 |  |  |  |  |  |
| ?  | Флаг России   | ПЗ  | Давид Жирнов   | 2003 |  |  |  |  |  |
|    |               |     |                |      |  |  |  |  |  |
| 33 | Флаг России   | Нап | Данила Ежков   | 2001 |  |  |  |  |  |
| 78 | Флаг России   | Нап | Егор Кравчук   | 2006 |  |  |  |  |  |
| 90 | Флаг России   | Нап | Илья Васин     | 2006 |  |  |  |  |  |

## Рекордсмены
| #  | Игрок             | Период                | Игр |
| -- | ----------------- | --------------------- | --- |
| 1  | Нури Абдоков      | 2020—н. в.            | 105 |
| 2  | Азат Байрыев      | 2016—2018, 2022—н. в. | 79  |
| 3  | Азамат Гурфов     | 2020—н. в.            | 63  |
| 4  | Сослан Таказов    | 2021—н.в.             | 63  |
| 5  | Юрий Нестеренко   | 2021—н.в.             | 56  |
| 6  | Владислав Сысуев  | 2018—2019             | 23  |
| 7  | Артём Воронкин    | 2018—2019             | 37  |
| 8  | Александр Джумаев | 2018—2019             | 21  |
| 9  | Астемир Абазов    | 2018—2019             | 20  |
| 10 | Ислам Жилов       | 2018—2019             | 15  |

| # | Игрок             | Период          | Голов |
| - | ----------------- | --------------- | ----- |
| 1 | Нури Абдоков      | 2020—н.в.       | 83    |
| 2 | Амур Калмыков     | 2018—2019       | 17    |
| 3 | Хасан Мамтов      | 2020—2021, 2023 | 14    |
| 4 | Ильмир Нурисов    | 2018            | 3     |
| 5 | Артур Малоян      | 2019            | 2     |
| 6 | Игорь Беляков     | 2019            | 2     |
| 7 | Александр Джумаев | 2018—2019       | 2     |

## Капитаны
| Период     | Игрок           |
| ---------- | --------------- |
| 2018—2019  | Сергей Бендзь   |
| 2019       | Михаил Маркосов |
| 2019       | Артём Воронкин  |
| 2020—2021  | Исмаил Эдиев    |
| 2021—2024  | Юрий Нестеренко |
| 2024—н. в. | Евгений Осипов  |

## Главные тренеры
| Главный тренер     | С     | Период     |
| ------------------ | ----- | ---------- |
| Владимир Газзаев   |       | 2018       |
| Евгений Калешин    |       | 2018       |
| Николай Писарев    |       | 2018—2019  |
| Андрей Юдин        |       | 2019       |
| Андрей Гордеев     |       | 2019—2020  |
| Павел Могилевский  |       | 2020—2021  |
| Сергей Первушин    |       | 2021       |
| Тимур Шипшев       | и. о. | 2021       |
| Александр Точилин  |       | 2021       |
| Владимир Маминов   | и. о. | 2021       |
| Роберт Евдокимов   |       | 2021—2022  |
| Олег Нечаев        | и. о. | 2022       |
| Андрей Сосницкий   |       | 2023       |
| Александр Григорян |       | 2023       |
| Вадим Евсеев       |       | 2023—2024  |
| Роберт Евдокимов   |       | 2024       |
| Вячеслав Молчанов  |       | 2024—2025  |
| Андрей Сосницкий   |       | 2025       |
| Андрей Ещенко      |       | 2025—н. в. |